# Кольско (гмина)
Кольско (пол. Kolsko) — сельская гмина (волость) в Польше, входит как административная единица в Новосольский повет, Любушское воеводство. Население — 3235 человек (на 2004 год).

## Сельские округа
1. Есёна
2. Кольско
3. Конотоп
4. Липка
5. Меше
6. Славоцин
7. Тыршелины
8. Усце

## Прочие поселения
1. Глушица
2. Есёнка
3. Каршинек
4. Марянки
5. Струмянки
6. Струмяны
7. Свенте
8. Татарки
9. Зацише

## Соседние гмины
1. Гмина Боядла
2. Гмина Каргова
3. Гмина Нова-Суль
4. Гмина Вольштын
5. Гмина Слава